# Richard Gordon (spisovatel)
Gordon Stanley Ostlere, známý pod pseudonymem Richard Gordon (15. září 1921 – 11. srpna 2017), byl britský lékař a spisovatel.
Gordon se proslavil sérií knih z lékařského prostředí, jeho romány Doktor v domě či Doktor na moři a další byly přeloženy i do češtiny s ilustracemi Adolfa Borna. Podle jeho knih vzniklo sedm filmů a televizní seriál.

## Knihy
- Doktor v domě
- Doktor na moři
- Doktor v domě a na moři
- Doktor na ocet
- Doktor k mání
- Doktor bez hlavy
- Doktor za školou
- Doktor v úzkých
- Doktor v ráži
- Doktor na větvi
- Doktor a syn
- Doktoři a dcery
- Doktor v trní
- Doktor a duchové
- Doktor v žitě
- Klub džentlmenů
- Podivuhodné dějiny lékařství
- Neviditelné vítězství
- Jak léčil Edgar Cayce revmatismus
- Medicínské záhady
- Slavní (a obtížní) pacienti
- Kapitánův stůl
- Léto sira Lancelota
- Láska a sir Lancelot
- Cvoci zjara
- Facemaker
- Soukromý život doktora Crippena

## Film a televize
- Doktor v domě (Doctor in the House), britská komedie, 92 min, 1954[2]

- Doktor na moři (Doctor at Sea), britská komedie, 93 min, 1955[3]

- Doktor hledá místo (Doctor at Large), britská komedie, 94 min, 1956[4]

- Doktor v nesnázích (Doctor in Distress), britská komedie, 103 min, 1963[5]

- Doktor v domě (Doctor in the House), britský TV seriál, 26×30 min, 1969[6]